# Union des assurances de Paris
L’Union des assurances de Paris (UAP) è stata una compagnia di assicurazioni francese dal 1968 al 1999.

## Storia
La UAP nacque nel 1968 dalla fusione di tre compagnie assicurative: la Union (fondata nel 1828), la Urbaine, e la Séquanaise (con sede a Besançon). 
Nel 1994, la UAP fu privatizzata. Nel 1996 la compagnia aveva 110.000 dipendenti, era la terza compagnia francese con l'11,68% del mercato, ed era la prima nel ramo danni.
Alla fine dello stesso 1996, la concorrente AXA lanciò un'offerta pubblica d'acquisto sulla UAP. Questa acquisizione diede vita alla più grande impresa francese per fatturato (313 miliardi di franchi) e al numero uno mondiale delle assicurazioni. 
Nel 1999 le due compagnie si sono fuse, avendo la AXA incorporato la UAP.
| Controllo di autorità | VIAF (EN) 129452357 · ISNI (EN) 0000 0001 1939 8547 · LCCN (EN) nr91039522 |